# تمساح غرب إفريقيا
تمساح غرب أفريقيا أو تمساح الصحراء أو التمساح المقدس (Crocodylus suchus) هو نوع من التماسيح يرتبط -وغالبًا ما يتم الخلط بينه- بتمساح النيل الأكبر والأكثر عدوانية (C. niloticus).

## التصنيف

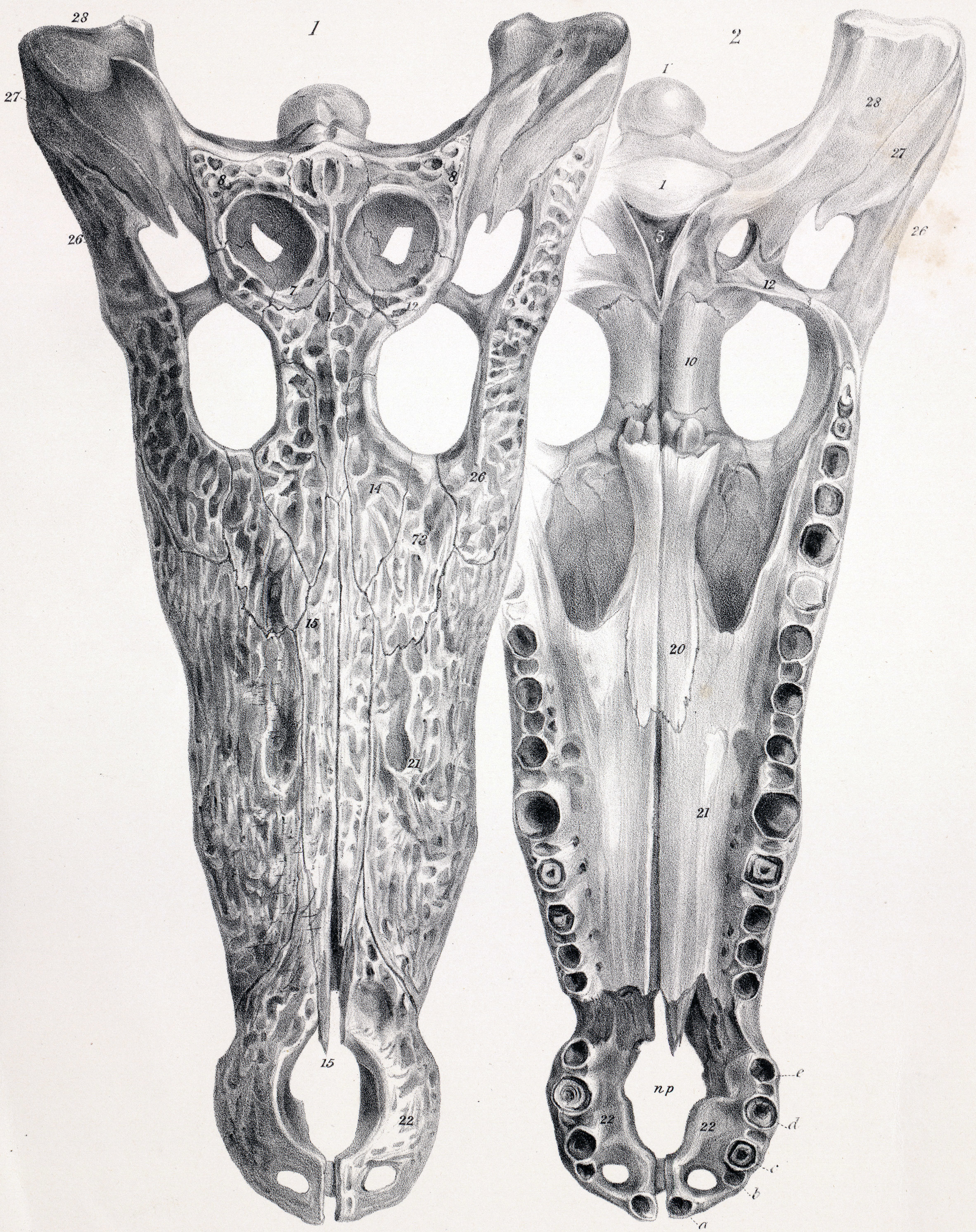
جمجمة لعينة محنطة من التمساح، 1870

بالمقارنة مع تمساح النيل، فإن تمساح غرب أفريقيا أصغر حجمًا، الحيوانات البالغة عادة 1.5–2.5 متر (5–8 قدم)، والحد الأقصى ربما 3–4 متر (10–13 قدم). تم تسمية هذا النوع من قبل إتيان جيفروي سانت هيلير في عام 1807، الذي اكتشف الاختلافات بين جماجم التمساح المحنط وتلك الخاصة بتمساح النيل (C. niloticus). ومع ذلك، فقد اعتبر هذا النوع الجديد لفترة طويلة بعد ذلك مرادفًا لتمساح النيل. في عام 2003، أشارت دراسة إلى أن هذا التمساح كان نوعًا صالحًا، وقد تم تأكيد ذلك من خلال العديد من الدراسات الأخرى في 2011-2015. على الرغم من التاريخ الطويل من الارتباك، كشفت الاختبارات الجينية أن الاثنين ليسا قريبين بشكل خاص. أقرب أقرباء تمساح النيل هم نوع كروكوديلوس من الأمريكتين، بينما تمساح غرب أفريقيا قاعدي لكتلة النيل والتماسيح الأمريكية.

## التوزيع والسكن
يقطن تمساح غرب أفريقيا الكثير من غرب ووسط أفريقيا، بدءًا من الشرق إلى جنوب السودان وأوغندا، وجنوبًا حتى جمهورية الكونغو الديمقراطية (في جميع البلدان الثلاثة قد يتلامس مع تماسيح النيل). تشمل البلدان الأخرى التي تم العثور عليها موريتانيا وبنين وليبيريا وغينيا بيساو ونيجيريا والنيجر والكاميرون وتشاد وسيراليون وجمهورية أفريقيا الوسطى وغينيا الاستوائية والسنغال ومالي وغينيا وغامبيا وبوركينا فاسو وغانا والجابون وتوغو وساحل العاج وجمهورية الكونغو. في أواخر العشرينات من القرن الماضي، استمرت المتاحف في الحصول على عينات من التماسيح من غرب أفريقيا من جنوب النيل، ولكن اليوم اختفت الأنواع من هذا النهر.
في موريتانيا، تكيفت مع البيئة الصحراوية القاحلة للصحراء والساحل من خلال البقاء في الكهوف أو الجحور في حالة من السبات خلال فترات الجفاف، مما أدى إلى الاسم الشائع البديل تمساح الصحراء. عندما تمطر تتجمع هذه التماسيح الصحراوية في قلتة. في كثير من نطاقه، قد يتلامس تمساح غرب أفريقيا مع أنواع التماسيح الأخرى ويبدو أن هناك مستوى من الفصل في الموائل بينها. يفضل تمساح النيل عادةً الأنهار الموسمية الكبيرة في السافانا أو الأراضي العشبية، بينما يفضل تمساح غرب أفريقيا عمومًا البحيرات والأراضي الرطبة في مناطق الغابات، على الأقل حيث قد يتلامس النوعان. لا تزال تفاصيل هذا الفصل المحتمل غير مؤكدة بشكل مؤكد. في دراسة عن استخدام الموائل من قبل أنواع التماسيح الثلاثة في ليبيريا (غرب أفريقيا، أنف النحيف والقزم)، وجد أن تمساح غرب أفريقيا احتل عادةً ممرات مائية أكبر وأكثر انفتاحًا تتكون من أحواض الأنهار ومستنقعات المنغروف، وكانت الأنواع الأكثر تحملاً للمياه معتدلة الملوحة. وبالمقارنة، فإن التمساح النحيف الخطم عادة ما يحتل الأنهار داخل الغابات الداخلية، بينما يتم توزيع التماسيح القزمية في الأنهار الأصغر (الروافد بشكل أساسي)، والجداول أيضًا داخل مناطق الغابات.

## العلاقة مع البشر
إنه أقل عدوانية من تمساح النيل، ولكن تم تسجيل عدة هجمات على البشر، بما في ذلك هجمات مميتة. الشعوب التقليدية الموريتانية التي تعيش على مقربة من تماسيح غرب أفريقيا تبجلها وتحميها من الأذى. ويرجع ذلك إلى اعتقادهم أنه مثلما الماء ضروري للتماسيح، كذلك فإن التماسيح ضرورية للمياه، والتي كانت ستختفي نهائيًا إذا لم تكن هناك لتعيش فيها. هنا تعيش التماسيح في سلام واضح مع البشر، ولا يُعرف عنها مهاجمة السباحين.

### في مصر القديمة

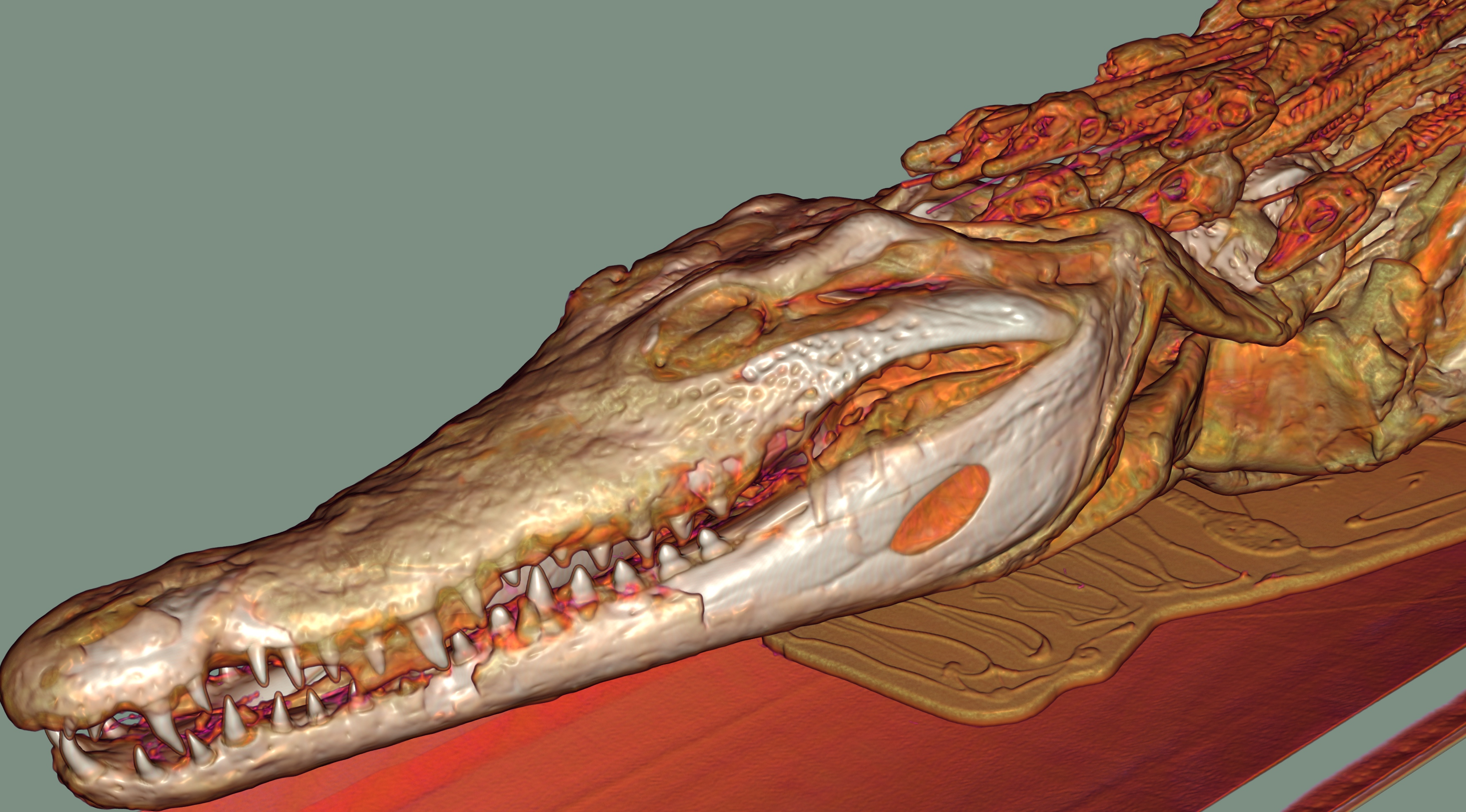
مسح مقطعي لأم تمساح على ظهرها أطفال

عَبَدَ أهلُ مصر القديمة سوبيك، إله التمساح المرتبط بالخصوبة والحماية وقوة الفرعون. كانت لديهم علاقة متناقضة مع سوبيك، كما فعلوا مع تمساح غرب أفريقيا؛ وأحيانًا كانوا يصطادون التماسيح ويلعنون سوبيك، وأحيانًا يرونه حاميًا ومصدرًا للسلطة الفرعونية. كان من المعروف أن التمساح أكثر طواعية من تمساح النيل واختاره المصريون القدماء للطقوس الروحية، بما في ذلك التحنيط. وجد اختبار الحمض النووي الأخير أن جميع التماسيح المحنطة من طيبة وسامون وصعيد مصر تنتمي إلى هذا النوع.

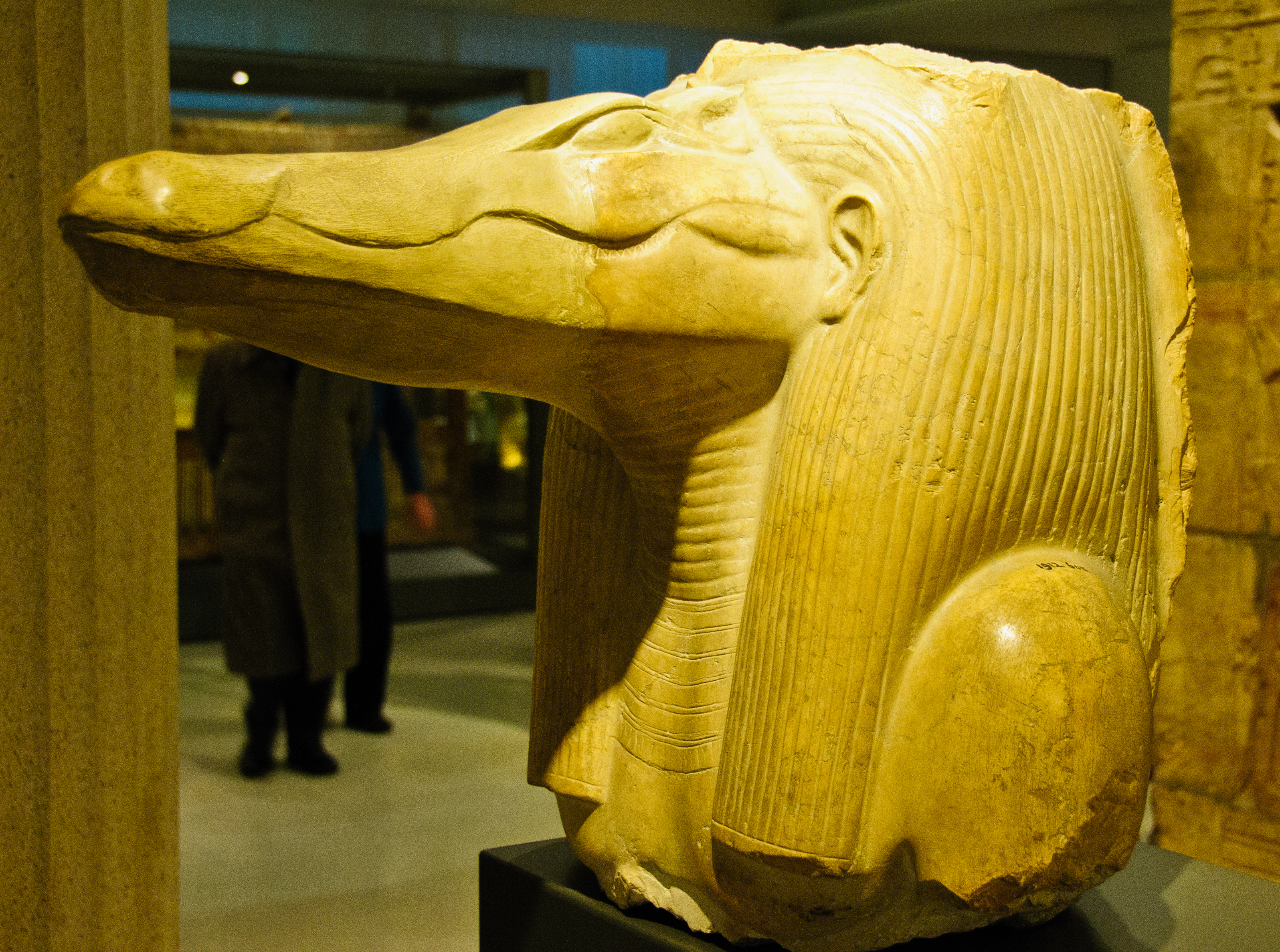
تمثال نصفي للإله سوبيك، إله التمساح المصري القديم

تم تصوير سوبيك على أنه تمساح، أو تمساح محنط، أو كرجل برأس تمساح. وكان مركز عبادته في المملكة المصرية الوسطى مدينة أرسينوي في واحة الفيوم (الآن الفيوم)، والمعروفة باسم «Crocodilopolis» من قبل الإغريق. يوجد معبد رئيسي آخر لسوبيك في كوم أمبو. المعابد الأخرى منتشرة في جميع أنحاء البلاد.
تاريخيا، فقد سكن تمساح غرب أفريقيا نهر النيل في مصر السفلى مع تمساح النيل. كتب هيرودوت أن الكهنة المصريين القدماء كانوا انتقائيين عند قطف التماسيح. كان الكهنة على دراية بالاختلاف بين النوعين، حيث أن تمساح غرب أفريقيا أصغر حجمًا وأكثر قابلية للانقياد، مما يسهل الإمساك به وترويضه. كما أشار هيرودوت إلى أن بعض المصريين كانوا يحتفظون بالتماسيح كحيوانات أليفة مدللة. في معبد سوبك في أرسينوي، تم الاحتفاظ بالتمساح في بركة المعبد، حيث تم إطعامه وتغطيته بالمجوهرات، وعبادته. عندما ماتت التماسيح، تم تحنيطها ووضعها في توابيت ثم دفنها في قبر مقدس. تم العثور على العديد من عينات تمساح غرب أفريقيا المحنطة وحتى بيض التماسيح في المقابر المصرية.
استخدمت النوبات لتهدئة التماسيح في مصر القديمة، وحتى في العصر الحديث الأشياء الصيادين النوبي وجبل التماسيح على عتبات بيوتهم إلى جناح ضد الشر.

### في الأسر

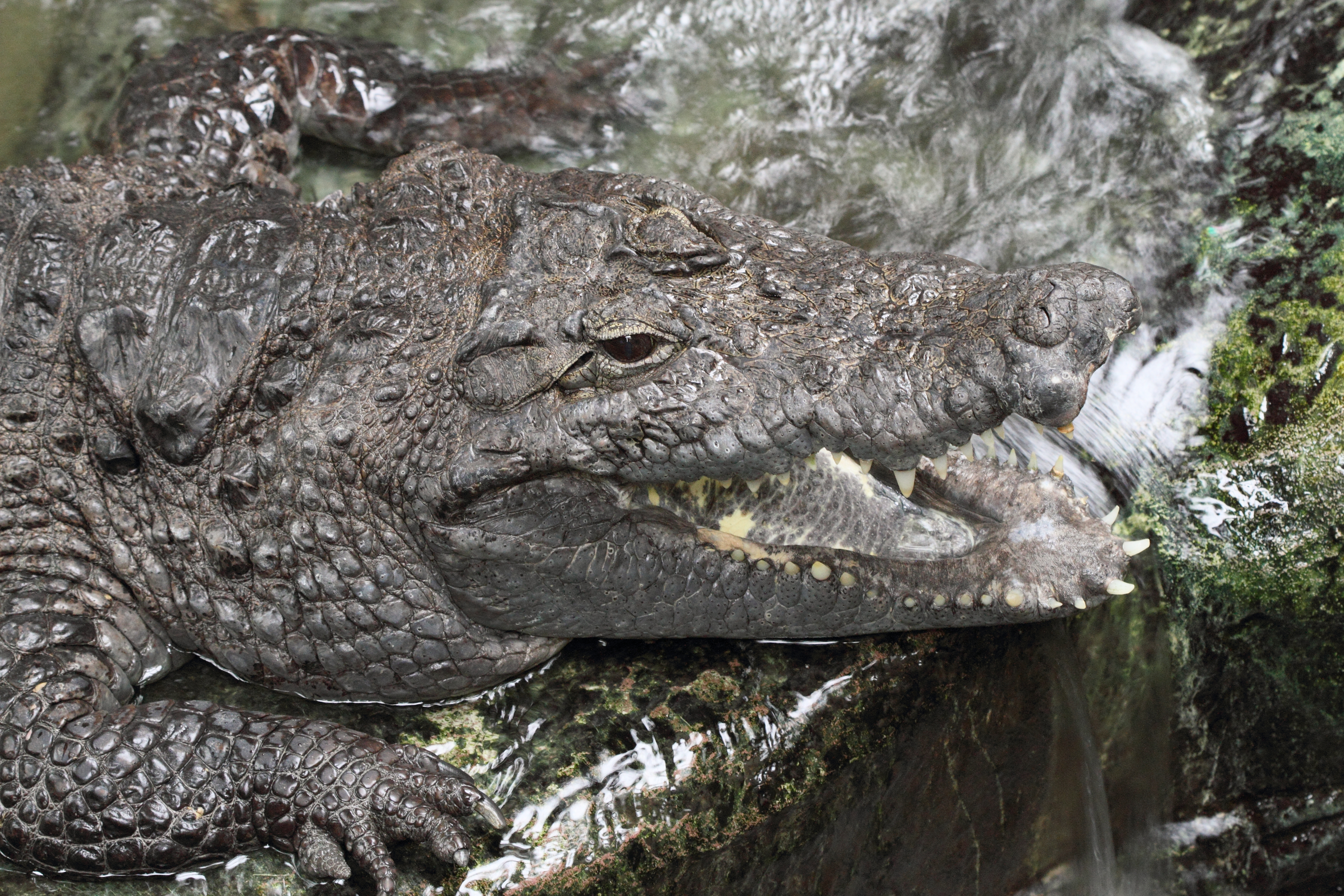
تمساح غرب أفريقيا في حديقة حيوان كوبنهاغن، يُعتقد أنه تمساح النيل حتى 2013-2014 حيث أكدت دراسة الحمض النووي هويته الحقيقية

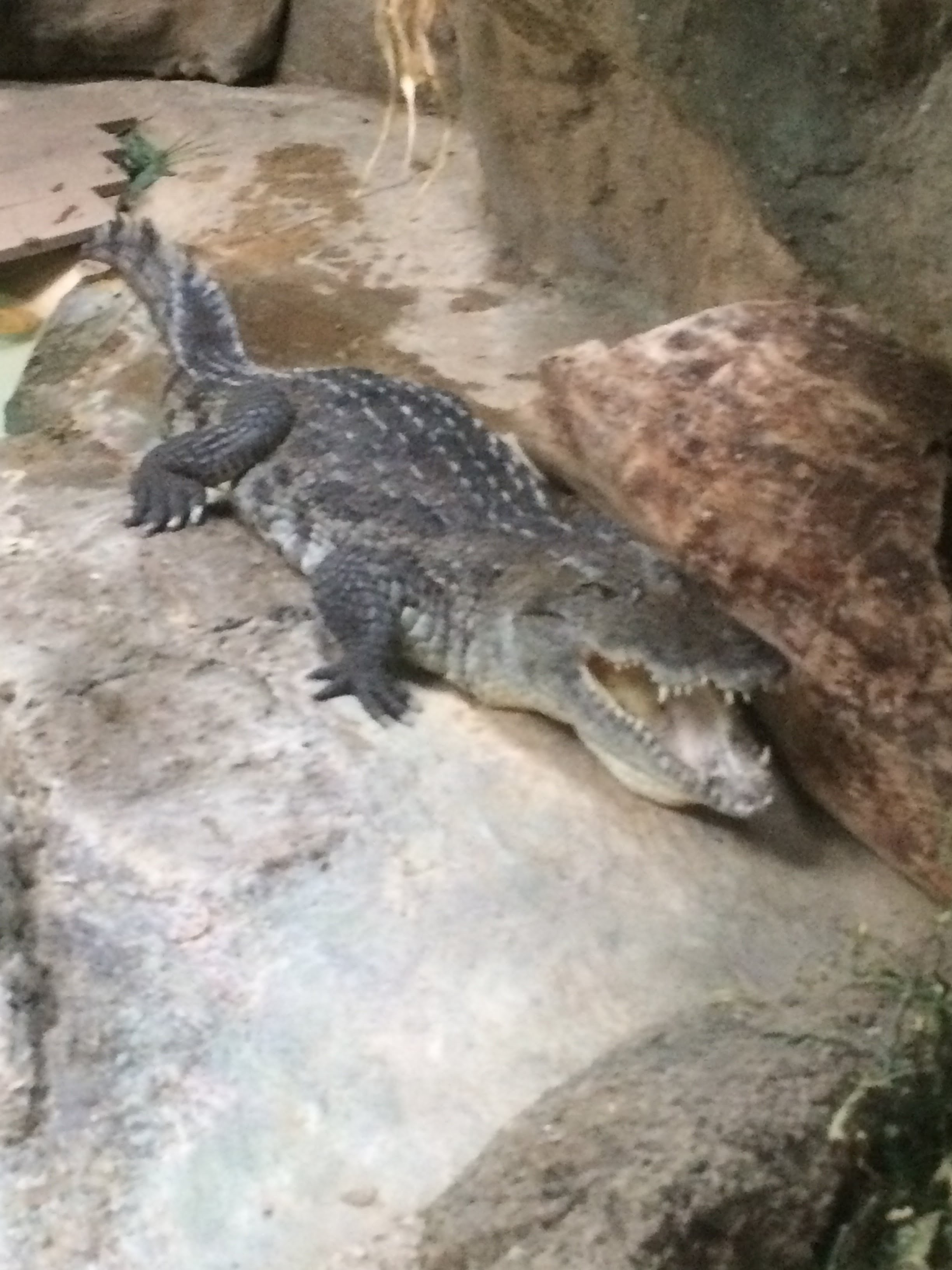
يُعتقد أن تمساح غرب أفريقيا في حديقة حيوان فيلادلفيا هو تمساح النيل حتى عام 2018

حصل تمساح غرب أفريقيا على اعتراف أوسع كنوع صالح في عام 2011. وبالتالي، تم الخلط بين الأسرى والأنواع الأخرى، وخاصة تمساح النيل. في أوروبا، تعيش أزواج من تماسيح غرب أفريقيا في حديقة حيوان كوبنهاغن، وحديقة حيوان ليون، وفيفاريوم دي لوزان، ونسل الزوج الأول في حديقة حيوان دبلن وحديقة حيوان كريستيانساند. وجدت دراسة أُجريت في عام 2015 تضمنت ستة عشر «تمساحًا نيليًا» أسيرًا في ست حدائق حيوان أمريكية (حوالي 25% من «تماسيح النيل» في حدائق حيوان AZA) أن جميع التماسيح باستثناء واحدة كانت في الواقع من غرب أفريقيا.